# Chris Ayers
Chris Ayers (luglio 1975) è un illustratore statunitense attivo anche in campo cinematografico.
Ha infatti realizzato le creature dei film Men in Black II e Aliens vs. Predator 2, oltre ad aver collaborato agli effetti speciali per altri film come Scary Movie 3 - Una risata vi seppellirà e Che fine ha fatto Santa Clause?.
La sua opera più famosa è però The Daily Zoo, una serie di libri di illustrazione, realizzati durante un periodo di degenza in ospedale per leucemia. Il primo volume della serie ha la prefazione curata da J. J. Abrams.

## Opere
- 2008 - The Daily Zoo: Keeping the Doctor at Bay with a Drawing a Day (Design Studio Press)
- 2011 - MY Daily Zoo: A Drawing Activity Book for All Ages (Design Studio Press)
- 2012 - The Daily Zoo Goes to Paris! (Design Studio Press)
- 2012 - Daily Zoo Year 2: Still Keeping the Doctor at Bay With A Drawing A Day (Design Studio Press)
- 2013 - Daily Zoo Year 3